# Station Sulejów Pilica
Station Sulejów Pilica is een spoorwegstation in de Poolse plaats Sulejów.